# Хироши Соеџима
Хироши Соеџима (јап. 副島 博志; 26. јул 1959) јапански је фудбалер.

## Каријера
Током каријере је играо за Јанмар Дизел и Сумитомо.

## Репрезентација
За репрезентацију Јапана дебитовао је 1980. године. За тај тим је одиграо 3 утакмице.

## Статистика
| Јапан  | Јапан   | Јапан  |
| Година | Наступи | Голови |
| ------ | ------- | ------ |
| 1980.  | 3       | 0      |
| Укупно | 3       | 0      |